# 的里雅斯特大学
的里雅斯特大学（義大利語：Università degli Studi di Trieste）是位于意大利的里雅斯特市的一座中型大学。

## 历史
始建于1924年，现有12个院系，1000多教师，大约23000名学生。